# Educación en Albacete

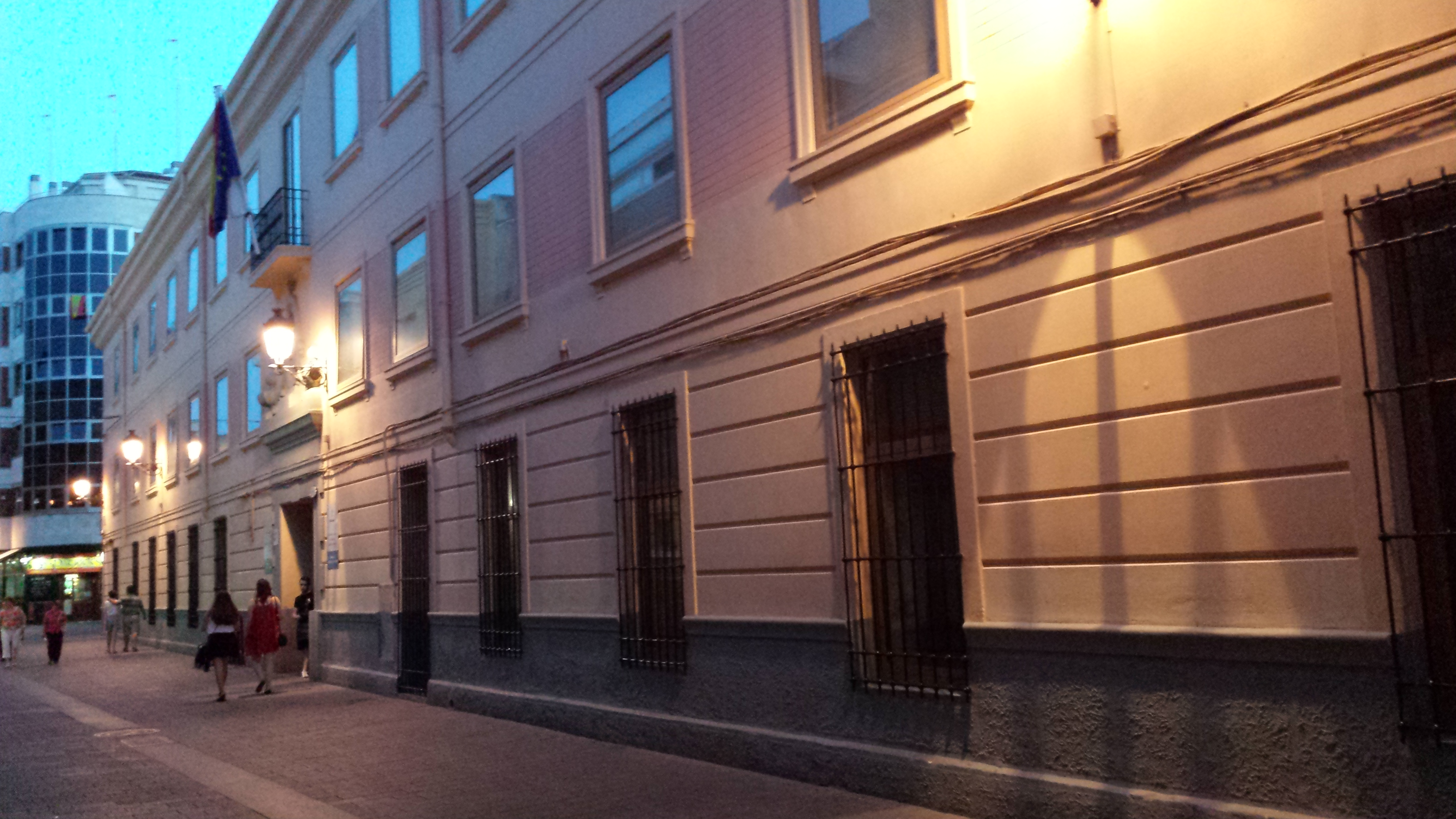
Conservatorio Superior de Música de Castilla-La Mancha.

La educación en Albacete depende de la Consejería de Educación, Cultura y Deportes de la Junta de Comunidades de Castilla-La Mancha, quien ostenta las competencias a nivel autonómico sobre la materia.

## Educación infantil, primaria y secundaria

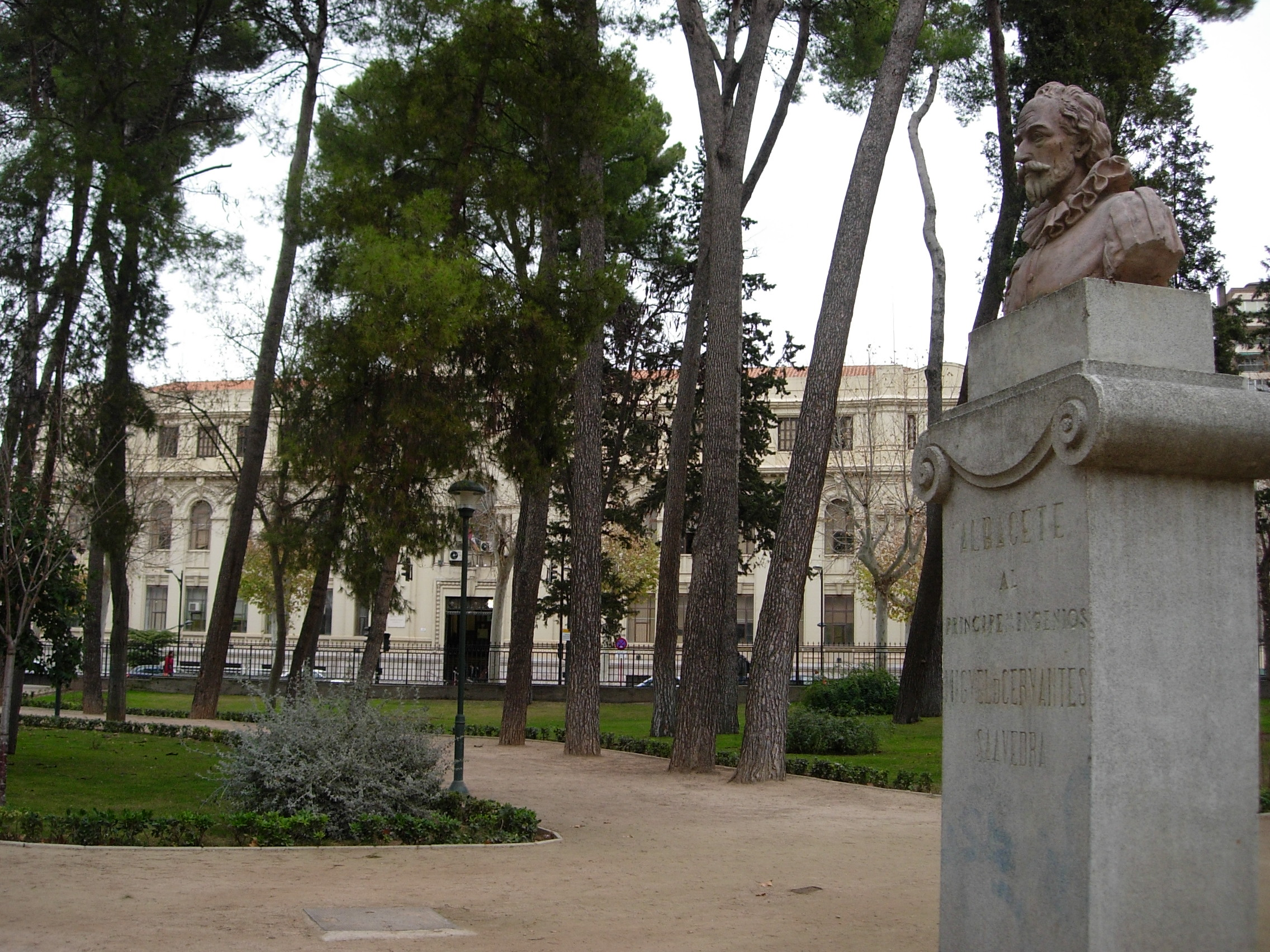
El histórico y monumental Instituto Bachiller Sabuco, inaugurado en 1839, fue el primer instituto de Albacete.

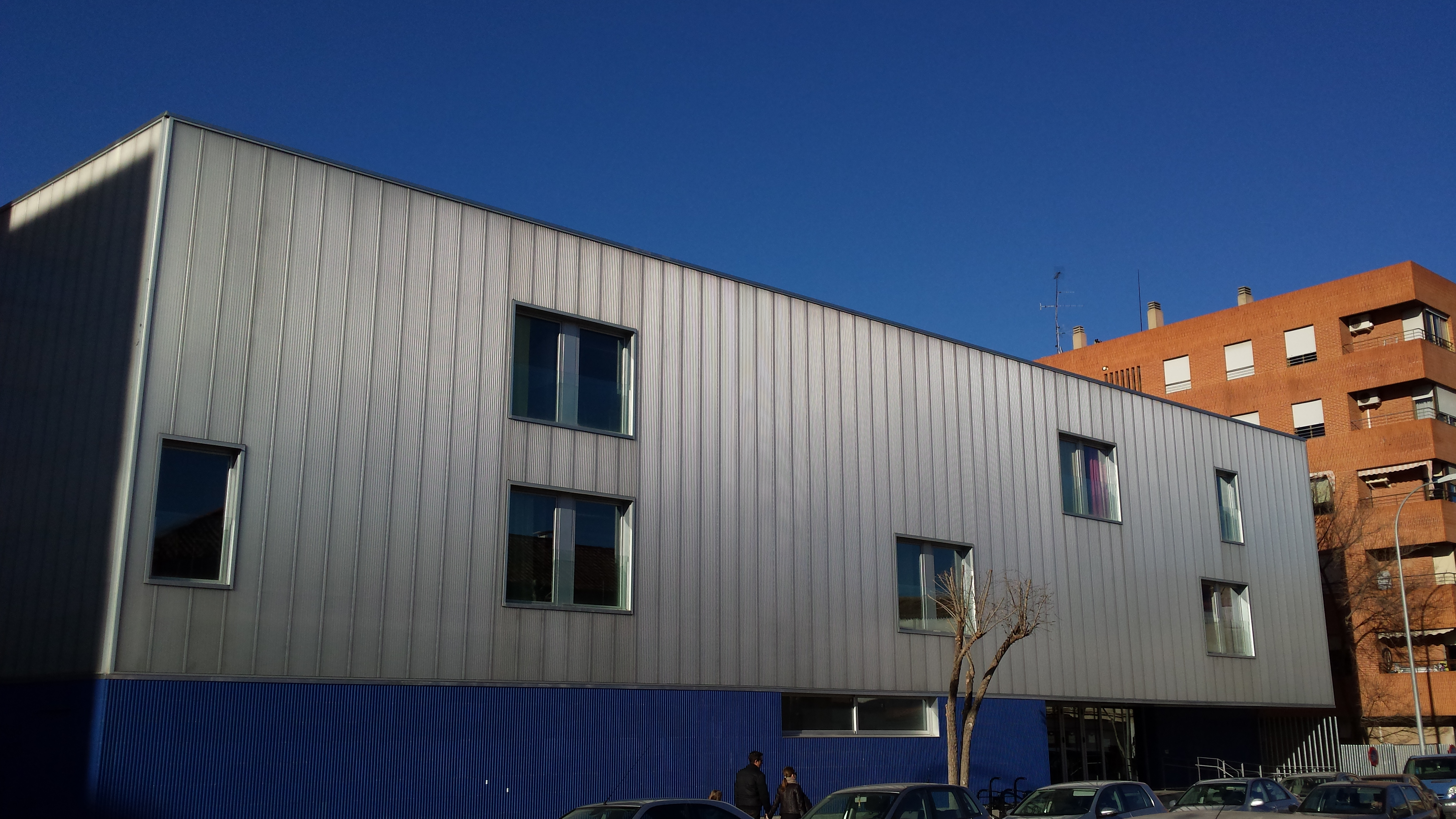
El Centro de Educación de Personas Adultas Los Llanos de Albacete, con más de 2.500 alumnos, es el más grande de Castilla-La Mancha.

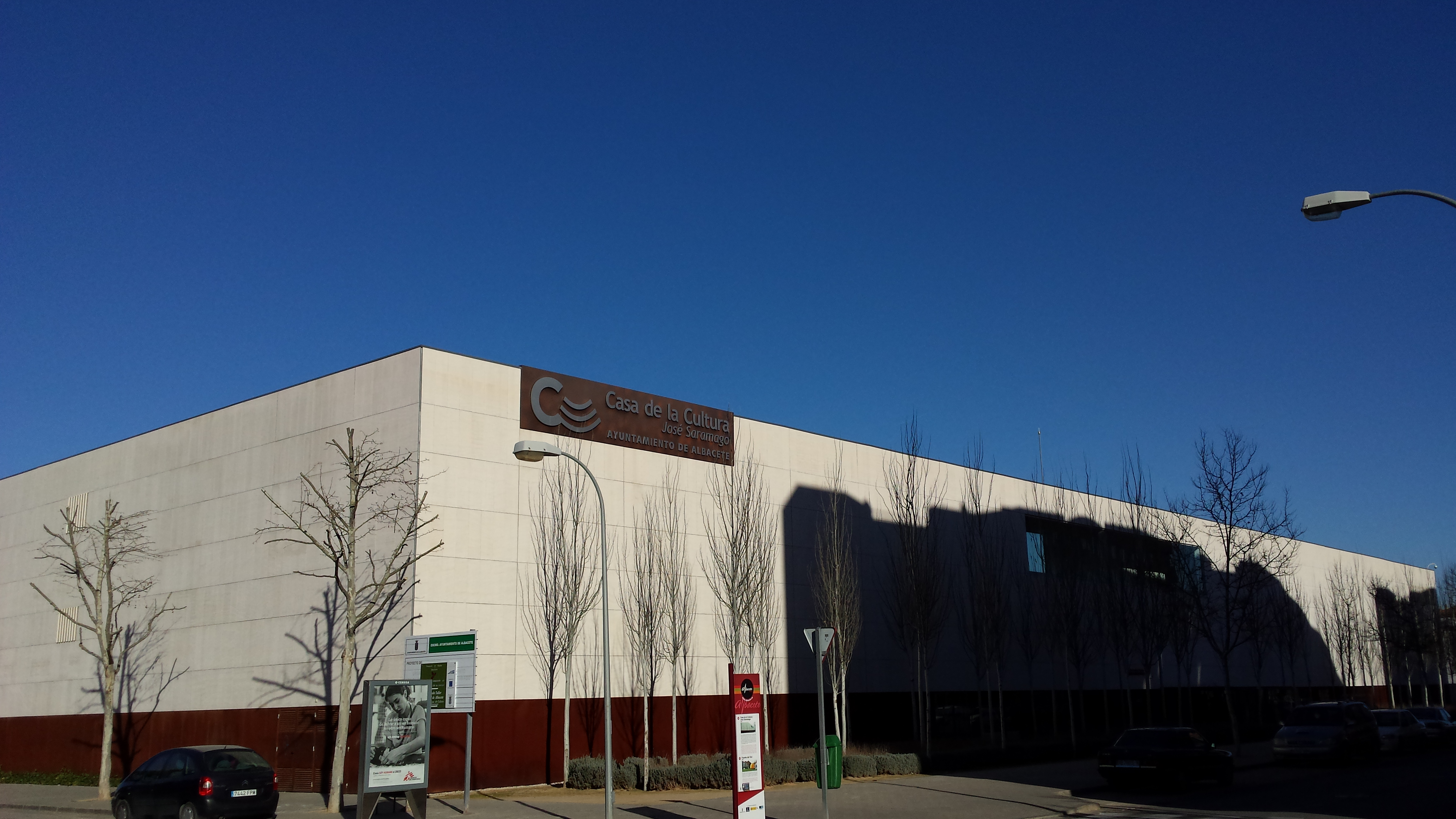
Universidad Popular de Albacete.

En el curso 2012-2013 había en las enseñanzas de régimen general (sin incluir las enseñanzas de adultos) en la ciudad de Albacete un total de 37208 alumnos en 111 centros (28437 alumnos en centros públicos y 8771 alumnos en centros privados).
Albacete cuenta con 38 escuelas de educación infantil -guarderías- (12 públicas y 26 privadas), 50 centros de educación infantil y primaria -colegios- (35 públicos, uno de ellos de educación especial, 14 privados concertados y 1 privado), 27 centros de educación secundaria -institutos- (17 públicos, 9 privados concertados y 1 privado), 8 centros de enseñanzas de régimen especial (uno de ellos privado) y un centro de educación de personas adultas más dos aulas de educación de adultos (los tres públicos).
En cuanto a la Formación Profesional, en la ciudad de Albacete se imparten un total de 70 ciclos formativos de grado medio y grado superior en 9 centros públicos en el curso 2013-2014.

## Educación universitaria

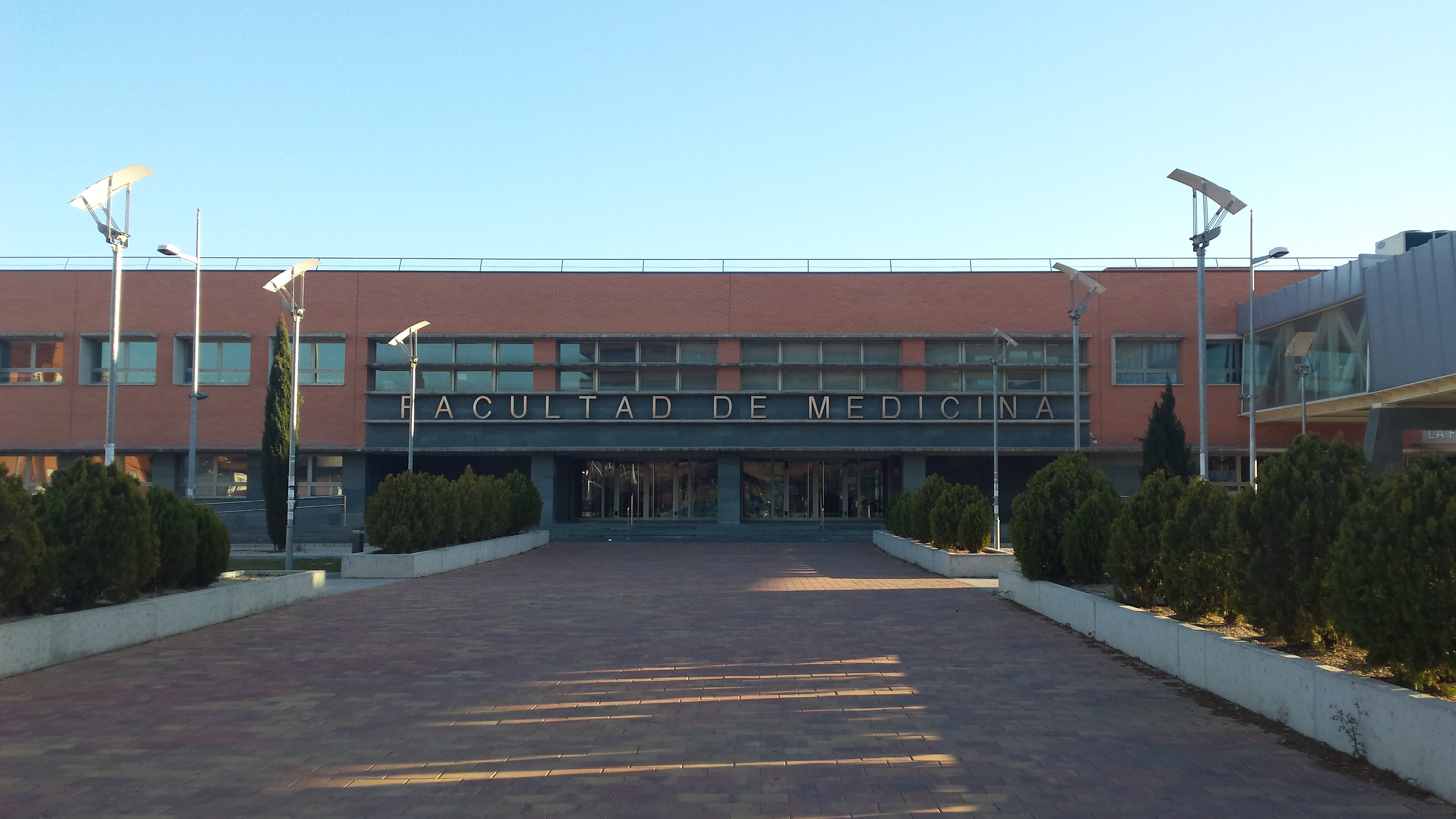
La Facultad de Medicina de Albacete, ubicada en el Campus Biosanitario, es una de las más prestigiosas de España.

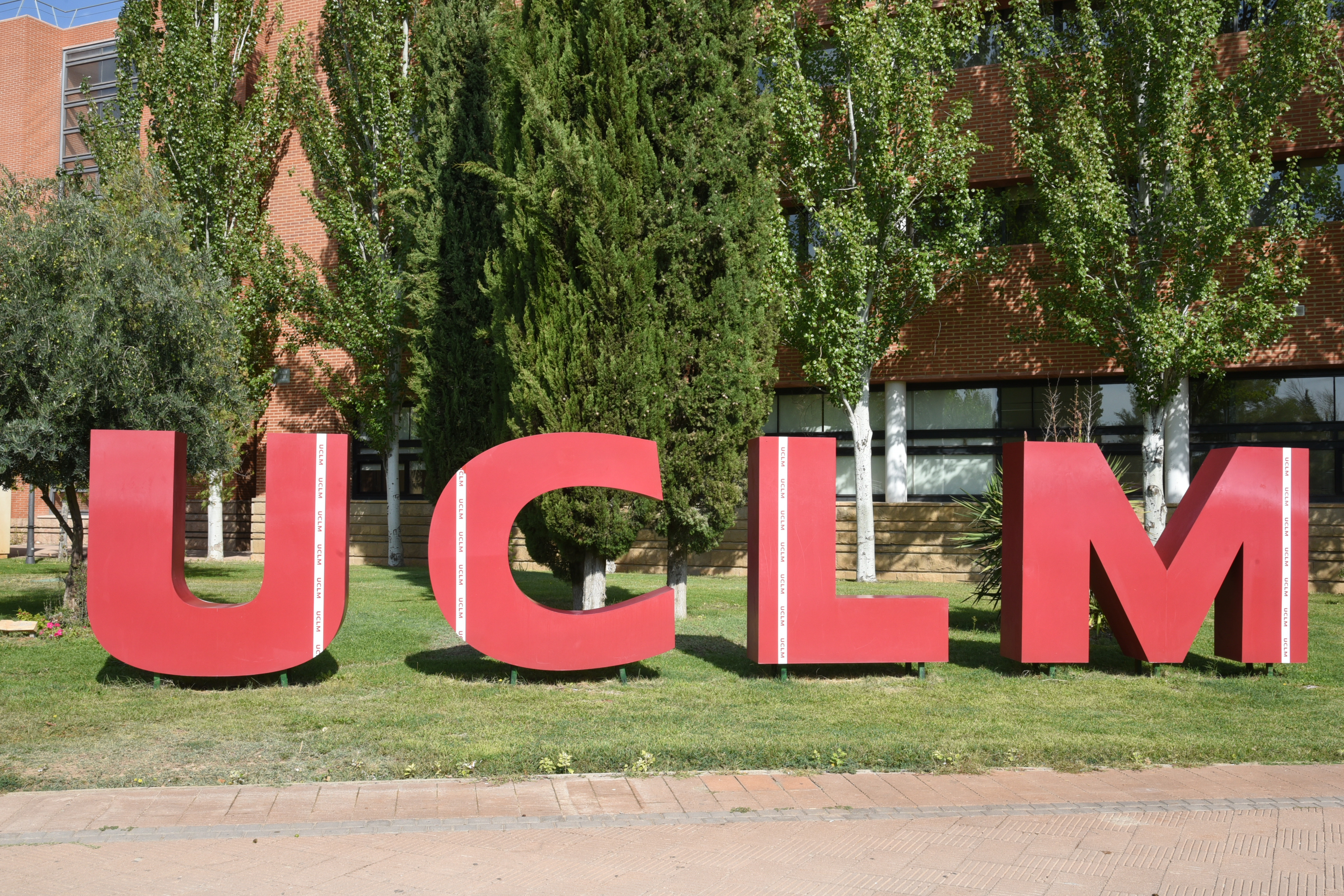
Escultura de la Universidad de Castilla-La Mancha, en la Ciudad Universitaria de Albacete.

La ciudad de Albacete cuenta con instalaciones de tres universidades, que ofertan un total de 41 grados distintos y acogen a 15000 estudiantes.
La Universidad de Castilla-La Mancha (UCLM) se creó mediante la Ley de 30 de junio de 1982 y se hizo efectiva en 1985, desarrollando su actividad académica en cuatro campus, uno de ellos el Campus de Albacete, situado en el sur de la ciudad, aunque ya con anterioridad se impartían estudios universitarios.
El Campus Universitario de Albacete es el campus con más estudiantes de la Universidad de Castilla-La Mancha (UCLM), con cerca de 12000 alumnos. Está estructurado en dos zonas de la ciudad: en la zona del Campus propiamente dicha, en la que se encuentran la mayoría de los centros, y en la zona del Hospital, donde se ubica el Campus Biosanitario de Albacete, cuya Facultad de Medicina está conectada a través de una pasarela con el Hospital General Universitario. El Campus está formado por 11 centros, en los que se imparten 21 grados:
- Facultad de Humanidades: Grado en Humanidades
- Facultad de Farmacia: Grado en Farmacia
- Facultad de Enfermería: Grado en Enfermería
- Facultad de Medicina: Grado en Medicina
- Facultad de Ciencias Económicas y Empresariales: Grado en Administración y Dirección de Empresas, Grado en Economía y Doble Grado en Economía-Derecho
- Facultad de Derecho: Grado en Derecho, Doble Grado en Derecho-Economía y Grado en Gestión y Administración Pública
- Facultad de Educación: Grado de Maestro en Educación Primaria y Grado de Maestro en Educación Infantil
- Facultad de Relaciones Laborales y Recursos Humanos: Grado en Relaciones Laborales y Desarrollo de Recursos Humanos
- Escuela Técnica Superior de Ingenieros Agrónomos: Grado en Ingeniería Agrícola y Agroalimentaria, Grado en Ingeniería Forestal y Medio Natural, Grado en Ingeniería Agroalimentaria y Grado en Ingeniería Agrícola y Medio Rural
- Escuela Superior de Ingeniería Informática: Grado en Ingeniería Informática (Opción bilíngue)
- Escuela de Ingenieros Industriales: Grado en Ingeniería Mecánica, Grado en Ingeniería Eléctrica y Grado en Ingeniería Electrónica Industrial y Automática

Albacete alberga la sede del Campus de Excelencia Internacional CYTEMA (Campus Científico y Tecnológico de la Energía y el Medio Ambiente), así como de la Escuela Internacional de Doctorado y del Consejo Social de la Universidad de Castilla-La Mancha.
La ciudad también alberga varios centros de investigación vinculados a la Universidad de Castilla-La Mancha:
- Centro de Estudios y Documentación de las Brigadas Internacionales
- Centro de Estudios Territoriales Iberoamericanos
- Centro de Investigación en Criminología
- Centro Regional de Investigaciones Biomédicas
- Centro Regional de Estudios del Agua
- Instituto de Desarrollo Regional
- Instituto de Desarrollo Industrial[12]
- Instituto de Investigación en Discapacidades Neurológicas
- Instituto de Investigación en Energías Renovables
- Instituto de Investigación en Informática de Albacete
- Instituto Botánico de Castilla-La Mancha

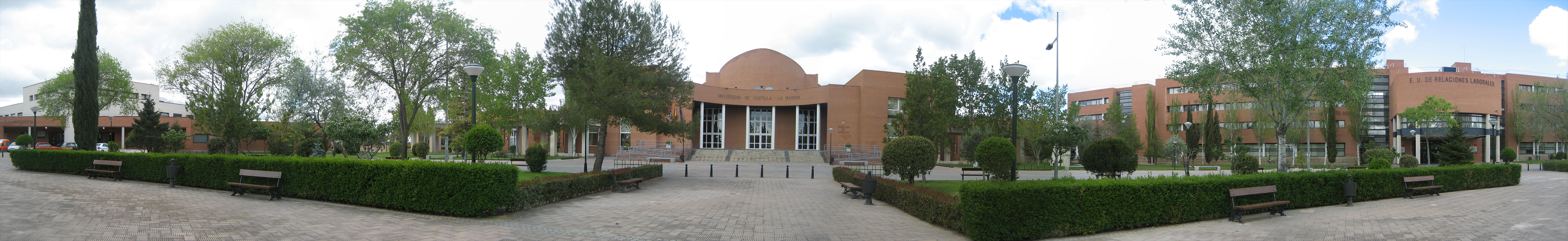
Vista panorámica de la plaza de la Universidad del Campus de Albacete.

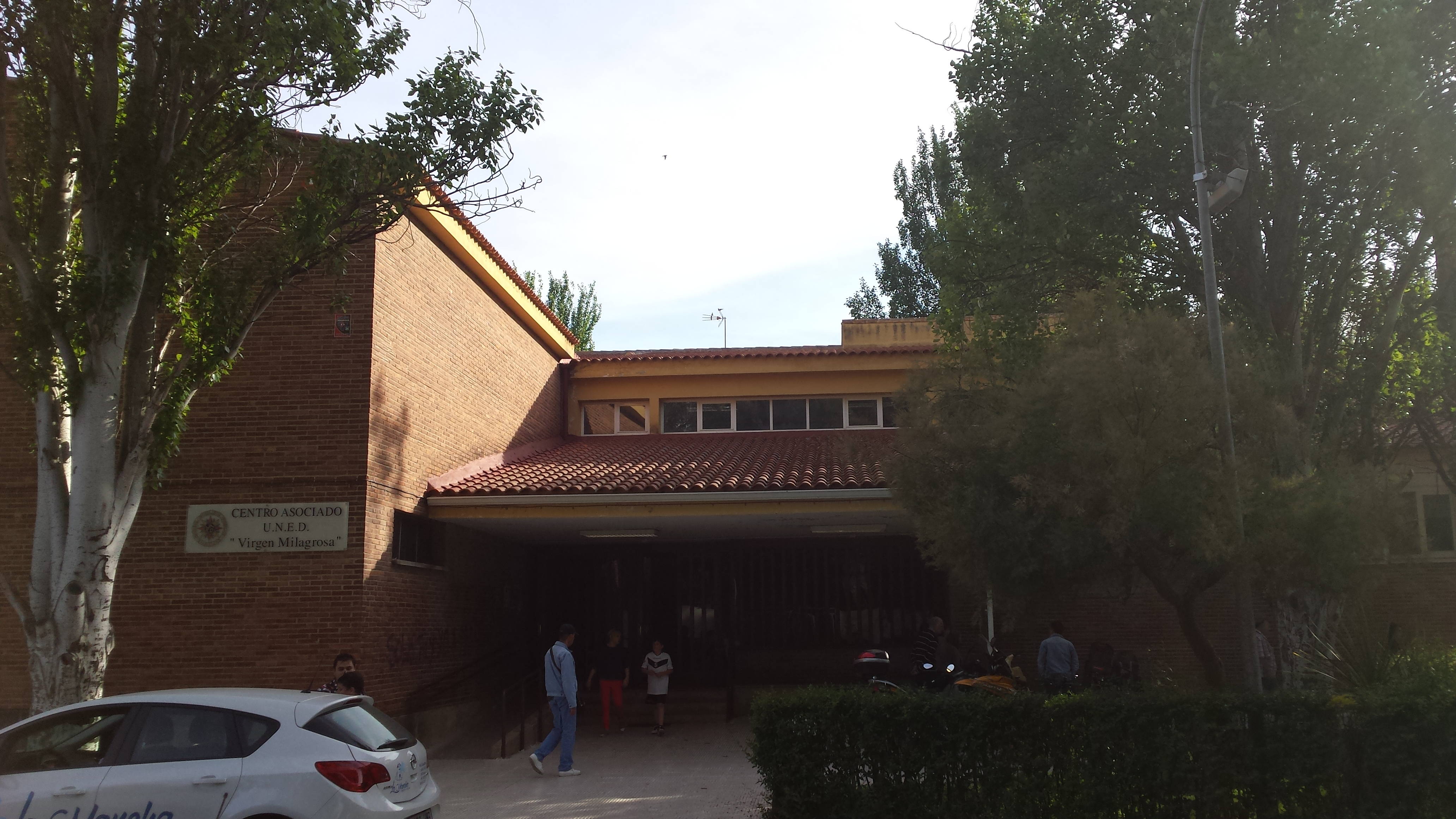
Centro Asociado UNED de Albacete.

La Universidad Nacional de Educación a Distancia (UNED), fue creada gracias a un Decreto-Ley en 1972, creándose el centro de Albacete (Centro Asociado UNED de Albacete) al año siguiente. Para el curso 2010-2011 cuenta con un total de 3.300 alumnos, que se reparten en 27 grados en el curso 2013-2014, el curso de Acceso para Mayores de 25 años, los cursos de Formación Continua, UNED Sénior e inglés. El centro universitario se encuentra en la travesía de la Igualdad, 1 (esquina Avenida de La Mancha, 2).
La Universidad Eclesiástica San Dámaso es una universidad privada que, desde 2012, cuenta con una extensión en Albacete donde se oferta la titulación de grado y máster en Ciencias Religiosas, con sede en el Instituto Teológico Diocesano de Albacete.

## Otros centros educativos

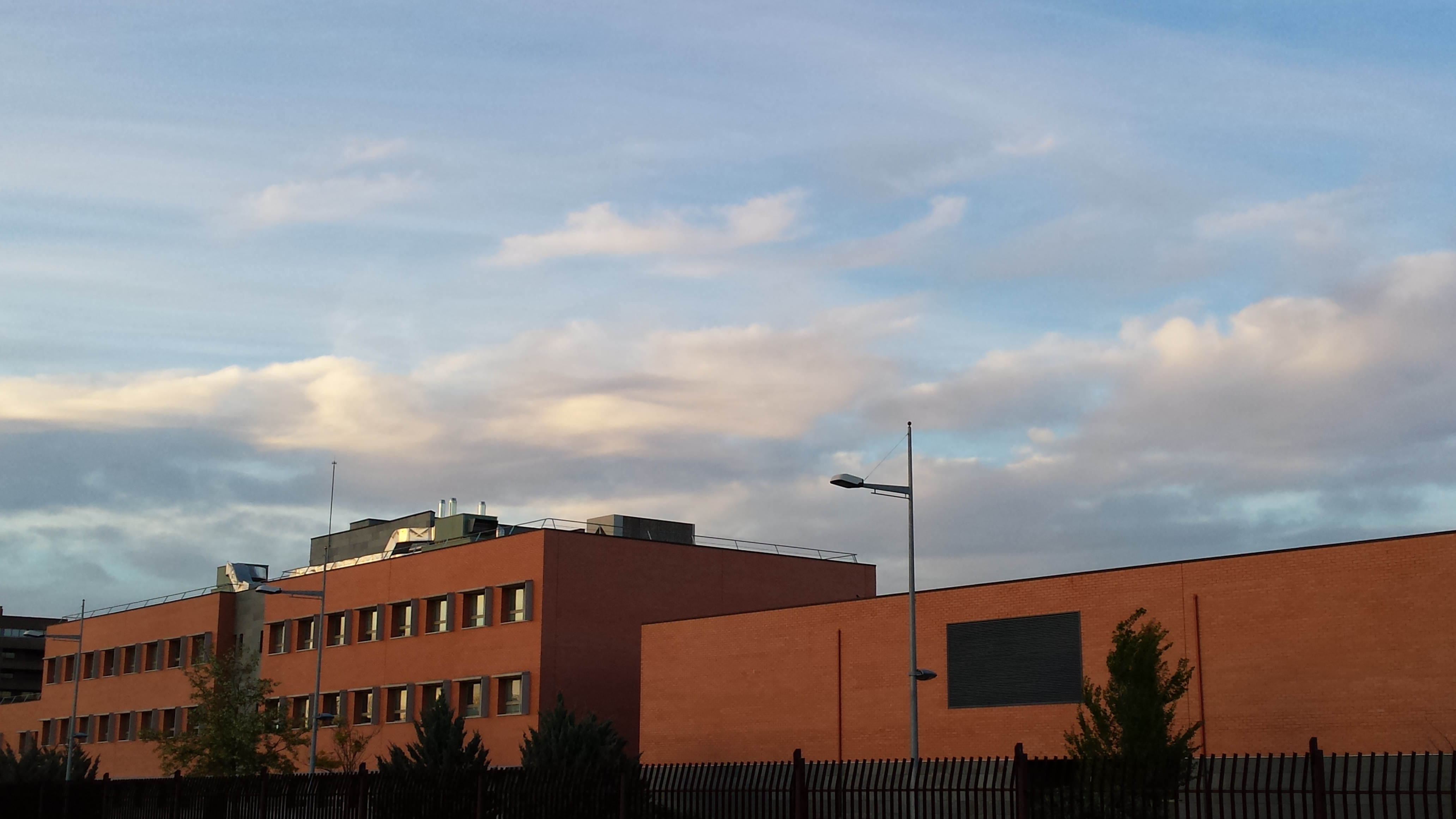
Edificios del Campus Biosanitario de Albacete.

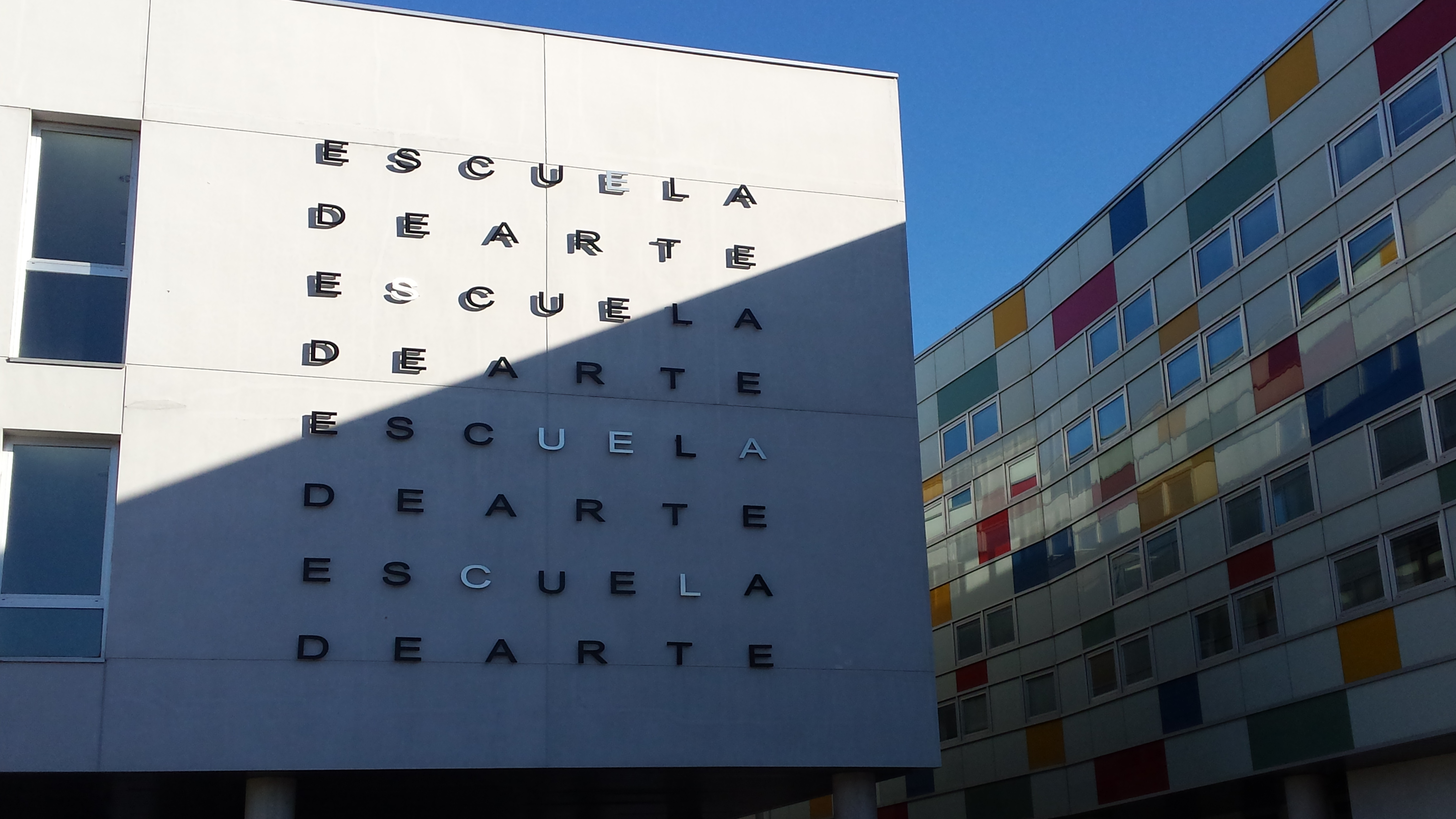
Escuela de Arte de Albacete.

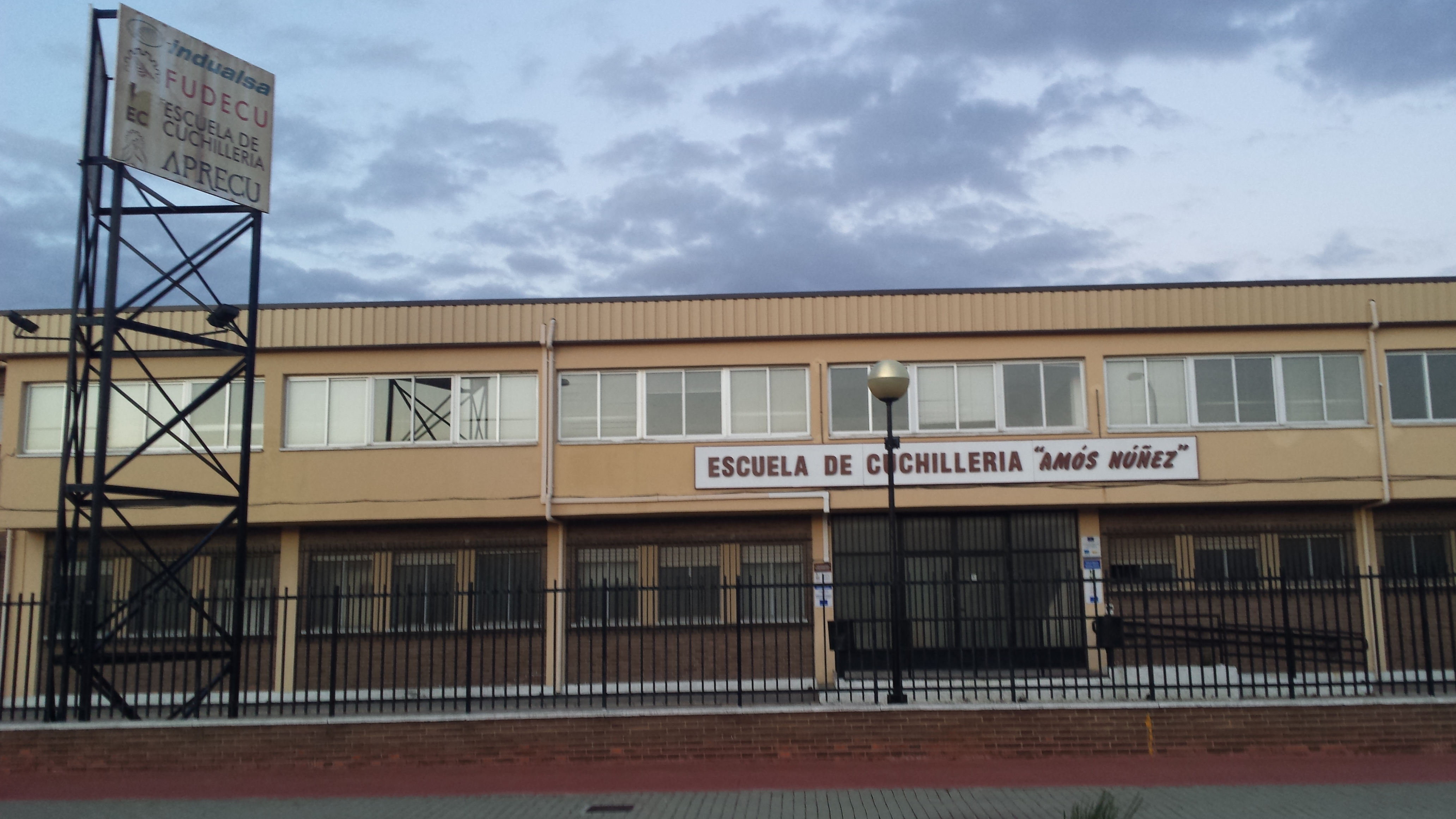
Escuela de Cuchillería de Albacete, única en España.

Albacete alberga el Conservatorio Superior de Música de Castilla-La Mancha, en el que se imparten las enseñanzas superiores (equivalentes a universitarias) de música en la región. A su vez, la ciudad cuenta con dos conservatorios profesionales de música y uno de danza: el Real Conservatorio Profesional de Música y Danza de Albacete (en el que también se imparten enseñanzas elementales de danza), el más antiguo de la ciudad, dependiente de la Diputación Provincial, el Conservatorio Profesional de Música Tomás de Torrejón y Velasco, y el Conservatorio Profesional de Danza José Antonio Ruiz, de ámbito regional, que es el centro de enseñanza de la danza más importante de Castilla-La Mancha. Asimismo, la ciudad cuenta con una Escuela Municipal de Música Moderna.
Fruto de su tradición cuchillera, Albacete cuenta con la única Escuela de Cuchillería con título homologado de Formación Profesional de toda Europa.
En Albacete se encuentra el Centro Integrado de Formación Profesional Aguas Nuevas, el único de Castilla-La Mancha, que es el único centro público de España (Centro de Formación Aeronáutica de Albacete) en conseguir la autorización de la Agencia Europea de Seguridad Aérea (EASA) para que sus alumnos puedan conseguir las licencias de categoría B1 de Aeromecánica y B2 de Aviónica, por lo que es un referente a nivel nacional.
También se encuentra desde 2020 el Centro de Formación Profesional MEDAC Albacete. 
Otros centros educativos presentes en la capital manchega son la Escuela de Arte, en la cual puede cursarse todo un abanico de estudios relacionados con las artes plásticas, el diseño y la fotografía, incluido el Bachillerato de Artes en sus dos vías, el Centro de Educación de Personas Adultas Los Llanos, la Escuela Oficial de Idiomas, en la que se imparten estudios de inglés, francés, alemán o italiano, o la Universidad Popular, ubicada en la Casa de la Cultura José Saramago (el mayor centro cultural y educativo de toda la región, con una superficie de 8000 m²), que desarrolla una amplia gama de actividades formativas.